# Бойме
Бойме (пол. Bojmie) — село в Польщі, у гміні Котунь Седлецького повіту Мазовецького воєводства.
Населення — 354 особи (2011).
У 1975-1998 роках село належало до Седлецького воєводства.

## Демографія
Демографічна структура станом на 31 березня 2011 року:
|          | Загалом | Допрацездатний вік | Працездатний вік | Постпрацездатний вік |
| -------- | ------- | ------------------ | ---------------- | -------------------- |
| Чоловіки | 175     | 29                 | 123              | 23                   |
| Жінки    | 179     | 41                 | 93               | 45                   |
| Разом    | 354     | 70                 | 216              | 68                   |